# Liste der Kreisstraßen im Landkreis Eichstätt
Die Liste der Kreisstraßen im Landkreis Eichstätt ist eine Auflistung der Kreisstraßen im bayerischen Landkreis Eichstätt mit deren Verlauf.

## Abkürzungen
- DON: Kreisstraße im Landkreis Donau-Ries
- EI: Kreisstraße im Landkreis Eichstätt
- IN: Kreisstraße in Ingolstadt
- KEH: Kreisstraße im Landkreis Kelheim
- ND: Kreisstraße im Landkreis Neuburg-Schrobenhausen
- NM: Kreisstraße im Landkreis Neumarkt in der Oberpfalz
- PAF: Kreisstraße im Landkreis Pfaffenhofen an der Ilm
- RH: Kreisstraße im Landkreis Roth
- St: Staatsstraße in Bayern
- WUG: Kreisstraße im Landkreis Weißenburg-Gunzenhausen

## Liste
Nicht vorhandene bzw. nicht nachgewiesene Kreisstraßen werden in Kursivdruck gekennzeichnet, ebenso Straßen und Straßenabschnitte, die unabhängig vom Grund (Herabstufung zu einer Gemeindestraße oder Höherstufung) keine Kreisstraßen mehr sind.
Der Straßenverlauf wird in der Regel von Nord nach Süd und von West nach Ost angegeben.
| Nr. EI | Verlauf |
| ------ | --- |
| EI 1   | EI 17 in Egweil – Landkreisgrenze – (ND 1 im Landkreis Neuburg-Schrobenhausen) |
| EI 2   | EI 21 in Pfahldorf – St 2230 in Kipfenberg |
| EI 3   | (DON 21 im Landkreis Donau-Ries) – Landkreisgrenze – ohne Ort, ohne Abzweig einer klassifizierten Straße – Landkreisgrenze – (DON 21 im Landkreis Donau-Ries) – Landkreisgrenze – Mühlheim – EI 4 – Mörnsheim – Altendorf – St 2230                                 |
| EI 4   | (WUG 8 im Landkreis Weißenburg-Gunzenhausen) – Landkreisgrenze – EI 3 in Mühlheim |
| EI 5   | (ND 25 im Landkreis Neuburg-Schrobenhausen) – Landkreisgrenze – Gammersfeld – EI 46 – Wellheim – St 2047 – Hard – Biesenhard – EI 7 – Zell an der Speck – St 2035 – Nassenfels – EI 17 – Wolkertshofen – Buxheim – EI 8 – Eitensheim – EI 10 in Gaimersheim         |
| EI 6   | (DON 23 im Landkreis Donau-Ries) – Landkreisgrenze – Spindeltal – St 2047 |
| EI 7   | EI 5 in Biesenhard – Ochsenfeld – EI 13 – Moritzbrunn – Waldhütte – Fasanerie – /St 2035 |
| EI 8   | EI 18 in Pfünz – Tauberfeld – Buxheim – EI 5 – St 2214 |
| EI 9   | (IN 6 in Ingolstadt) – Landkreisgrenze – Gaimersheim – St 2335 – EI 12 – |
| EI 10  | St 2230 in Arnsberg – Schambach – Böhmfeld – EI 18 – EI 20 – Lippertshofen-Ost – EI 51 – EI 5 – St 2335 in Gaimersheim |
| EI 11  | St 2230 in Arnsberg – Attenzell – Schelldorf – EI 20 – EI 18 – St 2335 in Wettstetten |
| EI 12  | St 2335 in Gaimersheim – Landkreisgrenze – (IN 4 in Ingolstadt) |
| EI 13  | in Eichstätt – Wasserzell – Tempelhof – EI 7 in Ochsenfeld |
| EI 14  | St 2229 – Landkreisgrenze – (IN 9 in Ingolstadt) |
| EI 15  | St 2225/St 2228 in Wachenzell – Götzelshard – Sornhüll – EI 21 – Rapperszell – Walting – St 2230 |
| EI 16  | (WUG 10 im Landkreis Weißenburg-Gunzenhausen) – Landkreisgrenze – Schönfeld – St 2047/St 2387 |
| EI 17  | St 2035 in Nassenfels – Egweil – EI 1 – Landkreisgrenze – (IN 2 in Ingolstadt) |
| EI 18  | St 2230 – Pfünz – Hofstetten – St 2336 – Böhmfeld – EI 10 – EI 20 – Echenzell – EI 11 – Wettstetten – St 2335 – EI 43 – St 2229 in Lenting |
| EI 19  | St 2229 – Schönbrunn – Zandt – Denkendorf St 2229 |
| EI 20  | EI 10/EI 18 in Böhmfeld – EI 11 – Schelldorf – St 2229 – Stammham – EI 37 – Bettbrunn – St 2231 in Mendorf |
| EI 21  | St 2225 – Affenthal – EI 15 – St 2336 – Pfahldorf – EI 2 – St 2228 – Enkering – St 2227 – Kinding – Haunstetten – EI 48 – Hirschberg – EI 23 – St 2393 – St 2230 – Beilngries – Kevenhüll – EI 27 – Landkreisgrenze – (NM 3 im Landkreis Neumarkt in der Oberpfalz) |
| EI 22  | St 2392 – Limes – Gelbelsee – Buch – Irlahüll – Oberemmendorf – Irfersdorf – St 2229 – Aschbuch – Kirchbuch – Arnbuch – Wolfsbuch – EI 27 – Landkreisgrenze – (NM 23 im Landkreis Neumarkt in der Oberpfalz)                                                        |
| EI 23  | (RH 29 im Landkreis Roth) – Landkreisgrenze – EI 48 – Wiesenhofen – Kaldorf – EI 21 in Hirschberg |
| EI 24  | St 2230 – Kottingwörth – EI 25 – |
| EI 25  | EI 24 – Landkreisgrenze – (NM 16 im Landkreis Neumarkt in der Oberpfalz) |
| EI 26  | EI 22 – Wolfsbuch – St 2392 in Winden |
| EI 27  | (NM 15 im Landkreis Neumarkt in der Oberpfalz) – Landkreisgrenze – Oberndorf – Kevenhüll – EI 21 – Landkreisgrenze – (NM 15 im Landkreis Neumarkt in der Oberpfalz)                                                                                                 |
| EI 28  | /St 2392 in Pondorf – Neuses – Landkreisgrenze – (KEH 1 im Landkreis Kelheim) |
| EI 29  | (KEH 2 im Landkreis Kelheim) – Landkreisgrenze – Schafshill – EI 30 in Neuenhinzenhausen |
| EI 30  | in Sandersdorf – Neuenhinzenhausen – EI 29 – Sollern – Altmannstein – St 2231 – Hagenhill – EI 32 – Schwabstetten – St 2232 in Lobsing |
| EI 31  | St 2231 – Offendorf – Hüttenhausen – Mindelstetten – EI 32 – Imbath – St 2232 – Lobsing – EI 30 – Pirkenbrunn – Landkreisgrenze – (KEH 5 im Landkreis Kelheim) |
| EI 32  | St 2232 in Tettenwang – Hagenhill – EI 33 – EI 30 – Schwabstetten – Mindelstetten – EI 31 – EI 34 |
| EI 33  | EI 32 in Hagenhill – Laimerstadt – St 2232 – Ried – Landkreisgrenze – (KEH 4 im Landkreis Kelheim) |
| EI 34  | (IN 7 in Ingolstadt) – Landkreisgrenze – EI 38 – Desching – St 2335 – Kösching – EI 37 – Kasing – EI 36 – Sankt Lorenzi – St 2231 – Oberdolling – Unterdolling – Hagenstetten – EI 32 – Ettling – Pförring – St 2232                                                |
| EI 35  | St 2232 – Landkreisgrenze – (PAF 16 im Landkreis Pfaffenhofen an der Ilm) – Landkreisgrenze – ohne Ort, ohne Abzweig einer klassifizierten Straße – Landkreisgrenze – (PAF 16 im Landkreis Pfaffenhofen an der Ilm)                                                 |
| EI 36  | EI 34 in Kasing – Tholbath – Theißing – St 2231 – Landkreisgrenze – (PAF 30 im Landkreis Pfaffenhofen an der Ilm) |
| EI 37  | EI 20 – St 2335 in Kösching |
| EI 38  | EI 34 – Landkreisgrenze – (IN 10 in Ingolstadt) |
| EI 39  | St 2231 – – Landkreisgrenze – (IN 11 in Ingolstadt) |
| EI 40  | St 2335 – Landkreisgrenze – (PAF 14 im Landkreis Pfaffenhofen an der Ilm) |
| EI 41  | St 2228 – Unterkesselberg – Bürg – Hornmühle – St 2225 |
| EI 42  | St 2228 – Limes (– Abzweig zur St 2225 in Erkertshofen [Limes]) – St 2225 |
| EI 43  | St 2335 – EI 18 – Landkreisgrenze – (IN 19 in Ingolstadt) |
| EI 44  | St 2225 – Großnottersdorf – Landkreisgrenze – (RH 31 im Landkreis Roth) |
| EI 45  | St 2231 in Demling – St 2335 in Großmehring |
| EI 46  | EI 3 in Gammersfeld – Landkreisgrenze – (ND 24 im Landkreis Neuburg-Schrobenhausen) |
| EI 47  | (WUG 32 im Landkreis Weißenburg-Gunzenhausen) – Landkreisgrenze – Stadelhofen – Mantlach – St 2225 – Morsbach – Landkreisgrenze – (RH 36 im Landkreis Roth) |
| EI 48  | St 2393 – Landkreisgrenze – (RH 37 im Landkreis Roth) – Landkreisgrenze – EI 23 – Wiesenhofen – Landkreisgrenze – (RH 37 im Landkreis Roth) – Landkreisgrenze – EI 21 in Haunstetten                                                                                |
| EI 49  | /St 2047 – St 2225 in Lüften |
| EI 50  | St 2231 in Demling – Pettling – Landkreisgrenze – (PAF 15 im Landkreis Pfaffenhofen an der Ilm) |
| EI 51  | − EI 10 – Landkreisgrenze – (IN 21 in Ingolstadt) |